# 金田耕一
金田 耕一（かなだ こういち、1957年 - ）は、日本の政治学者。日本大学経済学部教授。専門は政治思想。学位は、政治学博士（論文博士・1995年）（学位論文「メルロ=ポンティの政治哲学」）。

## 略歴
広島県生まれ。尾道北高等学校卒後、1980年早稲田大学政治経済学部政治学科卒。1988年同大学院政治学研究科博士課程満期退学。1995年「メルロ=ポンティの政治哲学」で政治学博士の学位を取得。宇都宮大学教育学部助教授、同教授を経て、2016年現在、日本大学経済学部教授。

## 著書

### 単著
- 『メルロ=ポンティの政治哲学――政治の現象学』（早稲田大学出版部, 1996年）
- 『現代福祉国家と自由――ポスト・リベラリズムの展望』（新評論, 2000年）
- 『貧民のユートピア－－福祉国家の思想史』（風行社, 2022年）

### 訳書
- バーナード・クリック『現代政治学入門』添谷育志共訳（新評論, 1990年／講談社［講談社学術文庫］、2003年）
- ウィリアム・E・コノリー『政治理論とモダニティー』栗栖聡、的射場敬一・山田正行共訳（昭和堂, 1993年）
- ディヴィッド・トレンド編『ラディカル・デモクラシー――アイデンティティ、シティズンシップ、国家』佐藤正志他共訳（三嶺書房, 1998年）
- マイケル・イグナティエフ『ニーズ・オブ・ストレンジャーズ』添谷育志共訳（風行社, 1999年）
- マイケル・イグナティエフ『ヴァーチャル・ウォー――戦争とヒューマニズムの間』添谷育志,高橋和,中山俊宏,土佐弘之共訳 （風行社, 2003年）
- バーナード・クリック『デモクラシー』添谷育志共訳　（岩波書店, 2004年）
- マイケル・イグナティエフ『人権の政治学』添谷育志共訳　（風行社, 2006年）
- レオ・シュトラウス『僭主政治について 下』石崎嘉彦,飯島昇藏他共訳  （現代思潮新社, 2007年）
- マイケル・イグナティエフ『ライツ・レヴォリューション――権利社会をどう生きるか』（風行社, 2008年）
- ティモシー・ガートン・アッシュ『フリー・ワールド――なぜ西洋の危機が世界にとってのチャンスとなるのか?』添谷育志監訳 葛谷彩,丸山直起共訳　（風行社, 2011年）
- マイケル・イグナティエフ『許される悪はあるのか? テロの時代の政治と倫理』添谷育志共訳（風行社, 2011年）
- ロメオ・ダレール『なぜ、世界はルワンダを救えなかったのか PKO司令官の手記』（風行社, 2012年）
- ティモシー・ガートン・アッシュ『ダンシング・ウィズ・ヒストリー 名もなき10年のクロニクル』添谷育志監訳 葛谷彩, 池本大輔, 鹿島正裕共訳（風行社, 2013年）
- マイケル・イグナティエフ『火と灰－－アマチュア政治家の成功と失敗』添谷育志共訳 （風行社,2015年）
- アヴィシャイ・マルガリート『品位ある社会－－〈正義の理論〉から〈尊重の物語〉へ』森達也、鈴木頼将共訳 （風行社, 2017年）